# IPC (企業)
株式会社アイピーシー（IPC）は日本の芸能事務所
本社は吉祥寺にあり、映画などの映像制作、及びラジオ番組制作や
番組提供などを行っている。また、エキストラ派遣や新人俳優や女優の発掘も行っている企業である。